# Анисимова, Вера Васильевна
Ве́ра Васи́льевна Ани́симова (в девичестве — Михе́ева, 25 мая 1952, Москва, РСФСР, СССР) — советская легкоатлетка, заслуженный мастер спорта СССР (1978).

## Карьера
На Олимпийских играх 1976 года в Монреале Вера участвовала в забегах на 100 метров и в эстафете. На 100 метрах она не смогла выйти в финал, а в эстафете 4×100 метров вместе с Татьяной Пророченко, Людмилой Маслаковой и Надеждой Бесфамильной завоевала бронзовую медаль.
В 1978 году Анисимова с Людмилой Маслаковой, Людмилой Кондратьевой и Людмилой Сторожковой выиграла золотую медаль чемпионата Европы.
На Олимпиаде в Москве Вера вновь принимала участие в забеге на 100 метров и в эстафетном беге. На 100-метровой дистанции она завершила выступление на стадии полуфинала, в эстафете с Верой Комисовой, Людмилой Маслаковой и Натальей Бочиной стала серебряным призёром Игр, уступив команде ГДР.
Муж Юрий Иванович Анисимов — заслуженный тренер РСФСР по лёгкой атлетике. Дочь Наталья Анисимова — так же успешная бегунья на короткие дистанции, серебряная призёрка чемпионата Европы.